# أرنولد دبليو. برونر
أرنولد دبليو. برونر (بالإنجليزية: Arnold W. Brunner) هو مهندس معماري أمريكي، ولد في 25 سبتمبر 1857، وتوفي في 14 فبراير 1925.

## معرض صور

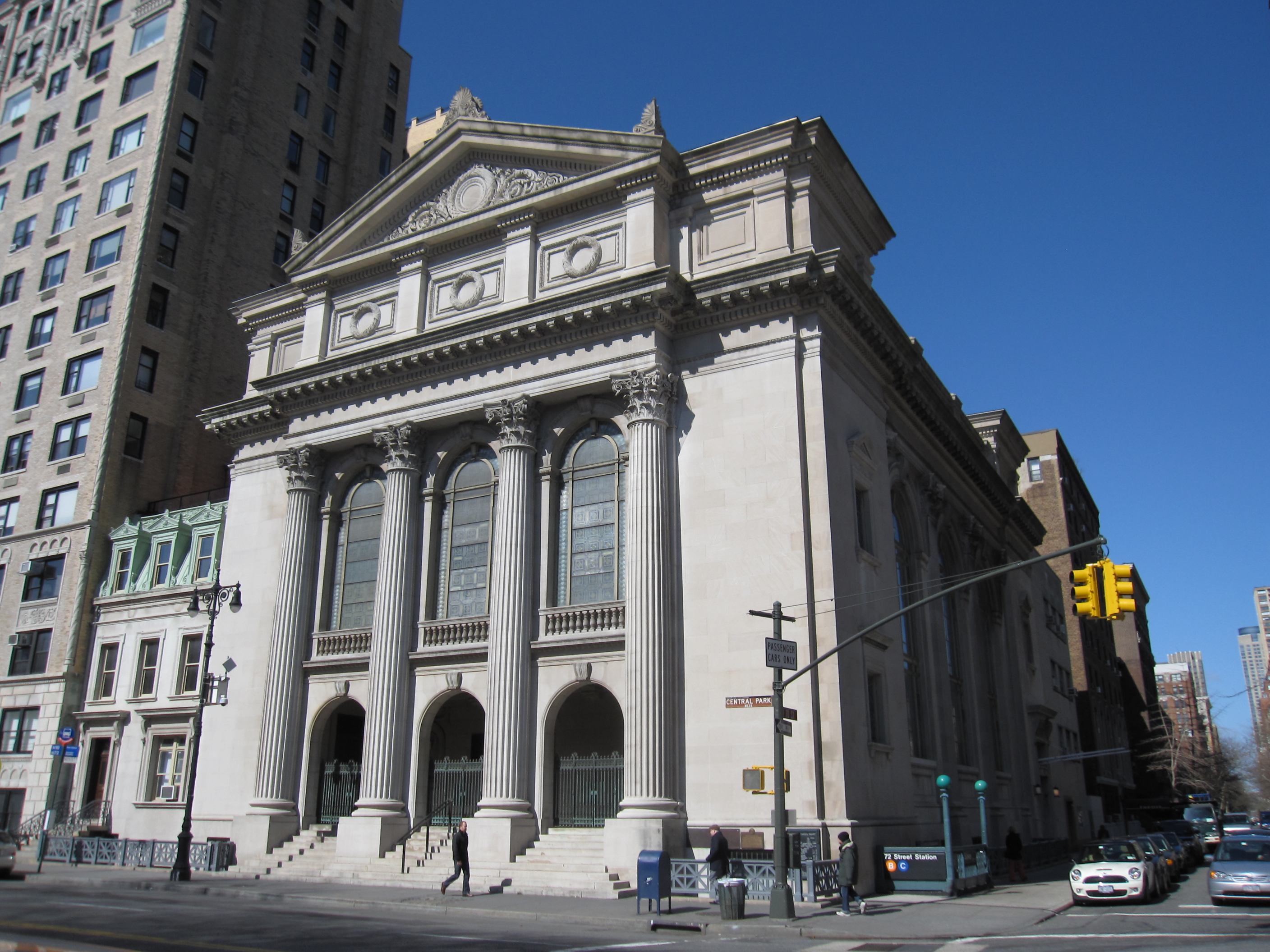
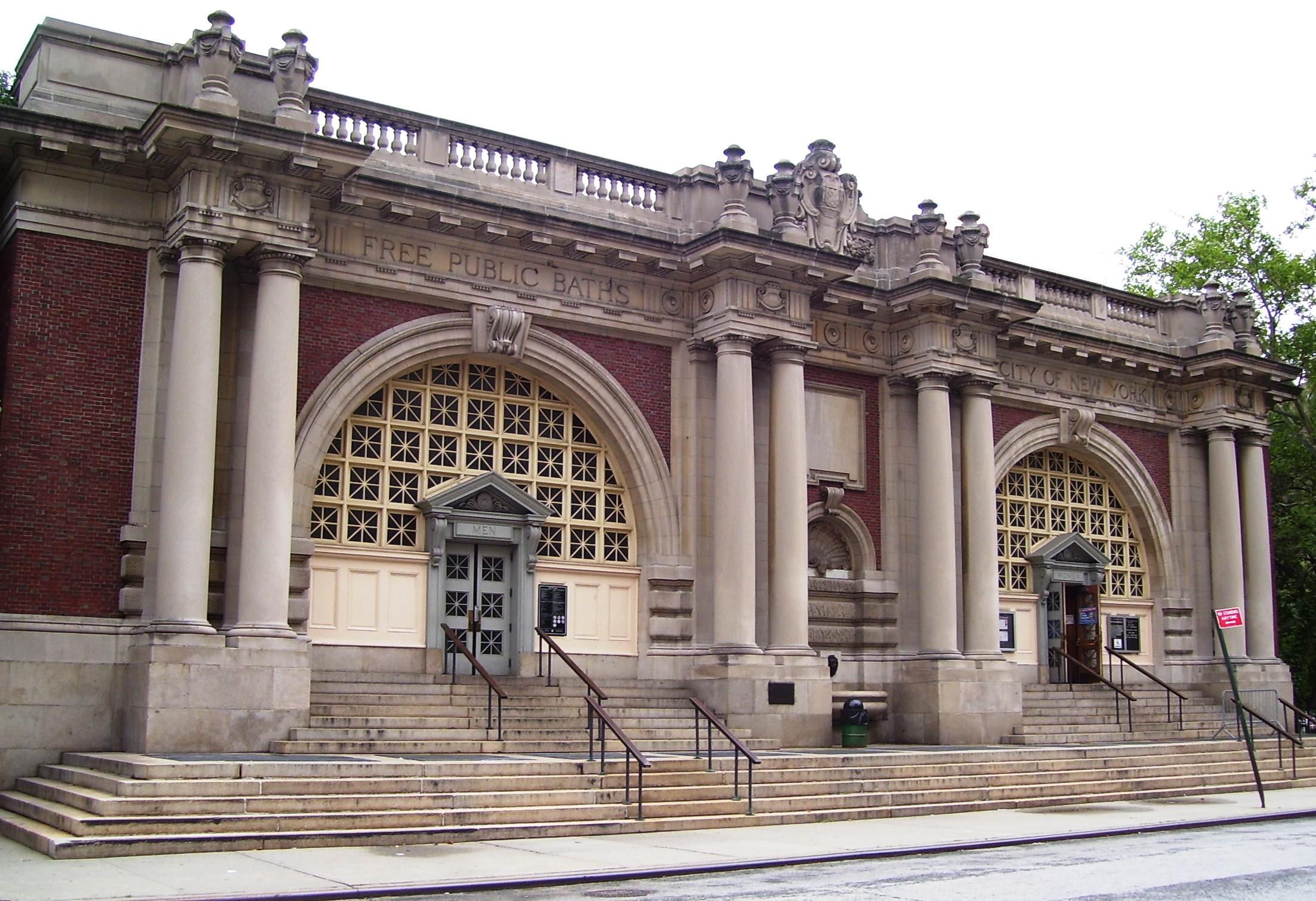
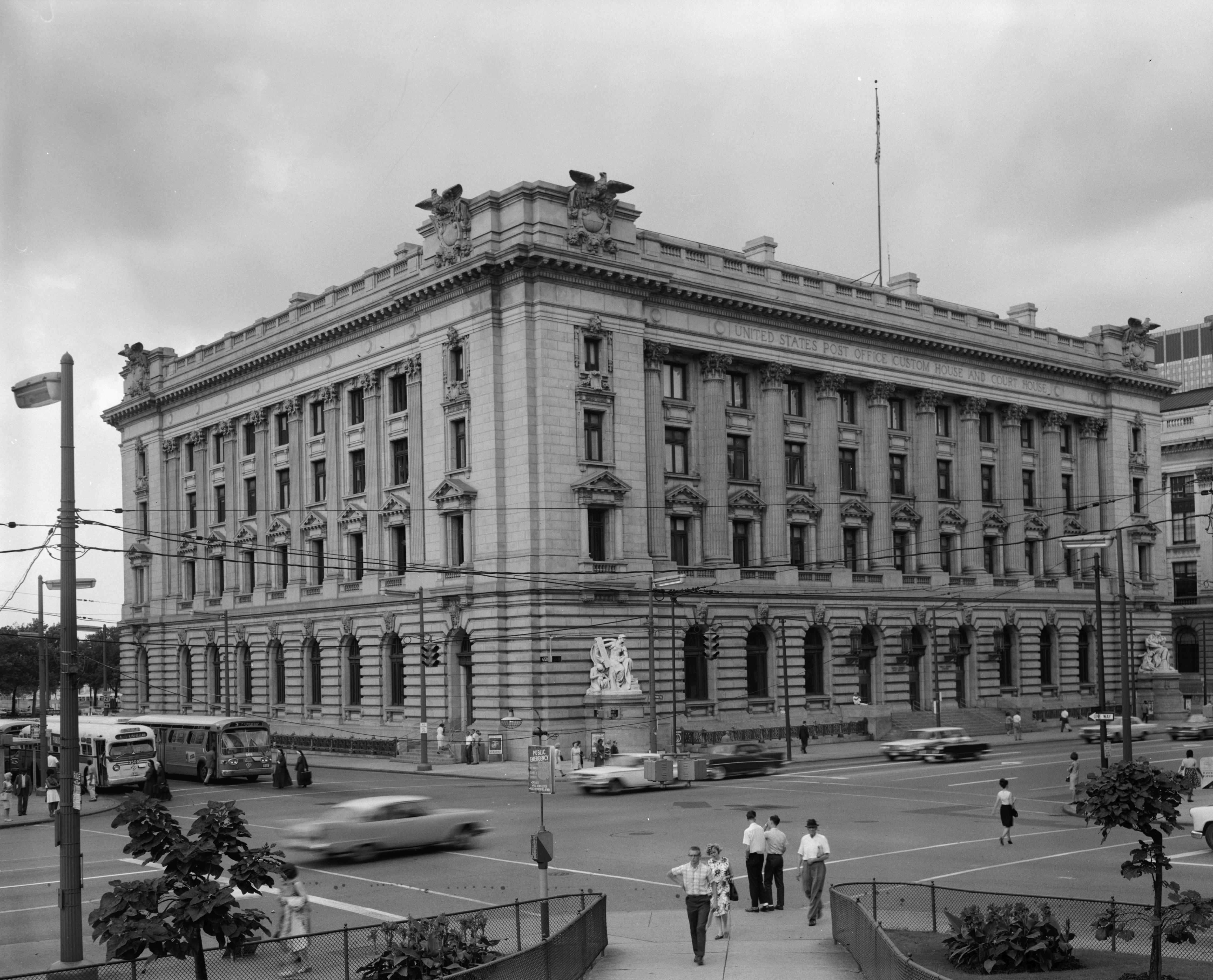
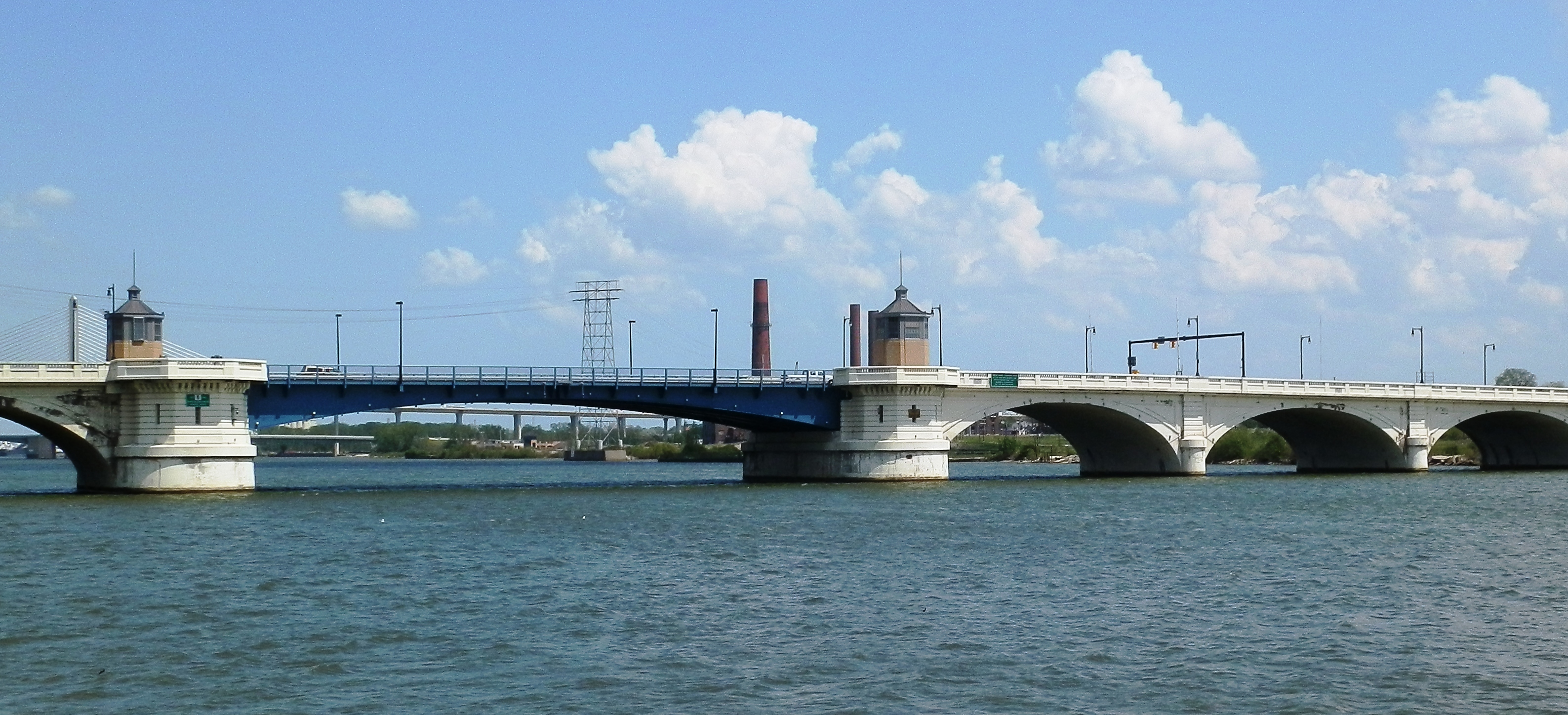